# Vinod Vaikuntanathan
Vinod Vaikuntanathan est professeur d'informatique au Massachusetts Institute of Technology et chercheur principal au MIT Computer Science and Artificial Intelligence Laboratory. Ses travaux portent sur la cryptographie et notamment sur le chiffrement homomorphe. Il est co-récipiendaire du prix Gödel 2022 avec Zvika Brakerski et Craig Gentry,.

## Biographie
Vaikuntanathan obtient son baccalauréat en informatique à l'Institut indien de technologie de Madras en 2003 et son doctorat en informatique en 2009 au Massachusetts Institute of Technology sous la direction de Shafi Goldwasser. De 2008 à 2010, il est boursier postdoctoral Josef Raviv au IBM Thomas J. Watson Research Center et, de 2010 à 2011, chercheur à Microsoft Research. D'automne 2011 à printemps 2013, il est professeur à l'université de Toronto.En automne 2013, il rejoint la faculté du MIT.